# Harald Schering
Harald Ernst Malmsten Schering, né le 25 novembre 1880 à Göttingen et mort le 10 avril 1959 à Hanovre, est un physicien allemand. Il est surtout connu pour ses travaux sur l'électricité haute tension et le pont de Schering utilisé en électrotechnique.

## Biographie

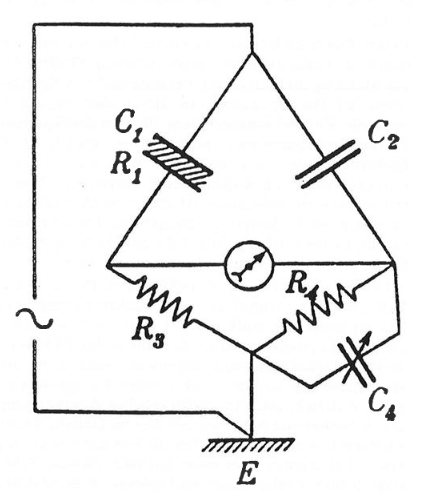
Schéma du pont de Schering (1920)

Schering est le fils d'Ernst Schering, mathématicien à l'observatoire de Göttingen. Sa mère est issue d'une famille d'universitaires suédois qui ont travaillé avec Ernst à la traduction d'ouvrages français et italiens. Harald grandit avec ses deux frères et sœurs à Göttingen et étudie la physique à l'université de Göttingen. En 1903, il travaille à l'Institut de géophysique et obtient un doctorat en 1904 sous la direction d'Eduard Riecke grâce à ses travaux sur l'appareil de dispersion Elster-Geitel. À partir de 1905, il est assistant scientifique à l'Institut de physique et de technologie de Berlin-Charlottenbourg, aujourd'hui connu sous le nom de Physikalisch-Technische Bundesanstalt (PTB). Son travail au PTB, sous la direction d'Emil Warburg, porte principalement sur la recherche et le développement en matière de haute tension et de courant fort. En 1914, il met au point une méthode de mesure pour l'examen des transformateurs de courant. La même année, il est appelé à participer à la Première Guerre mondiale et est blessé en 1916. En 1918, il devient chef du laboratoire de haute tension, succédant à Karl Willy Wagner. En 1919, il obtient le titre de professeur à la PTB, avec un salaire annuel de 4 500 marks et une indemnité de logement de 1 500 marks. En 1924, il écrit un livre sur les isolateurs à haute tension. Un nouvel institut est créé à Hanovre, mais sa construction est retardée par la guerre. À partir de 1927, Schering est professeur d'électrotechnique et de technologie de la haute tension à l'université technique de Hanovre (aujourd'hui connue sous le nom d'université Leibniz de Hanovre). En 1933, il signe le serment d'allégeance des professeurs des universités et lycées allemands à Adolf Hitler et à l'État national-socialiste. Il prend sa retraite en 1949 mais continue à travailler à la PTB jusqu'en 1954, date à laquelle Gerhard Pfestdorf prend la tête de l'institution.
On se souvient de Schering pour l'invention du pont de Schering, qu'il développe avec Ernst Alberti. Il s'agit d'un montage en pont à courant alternatif utilisé pour mesurer la capacité et la tangente de perte des condensateurs. Schering reçoit un « Golden Doctorate » de l'université de Göttingen en 1954 et un doctorat honorifique de Braunschweig. La République fédérale d'Allemagne lui décerne la Grande-Croix du Mérite en 1957.